# The Alchemy Index Vols. III & IV
The Alchemy Index Vols. III & IV è il sesto album in studio del gruppo musicale rock statunitense Thrice, pubblicato nel 2008.

## Il disco
Il disco, composto da un doppio CD, comprende la terza e la quarta parte di un quadruplo concept album chiamato The Alchemy Index, i cui precedenti "capitoli" erano stati pubblicati nell'ottobre 2007.
In questi due CD vengono presi in considerazione due dei quattro elementi, ossia aria (Air) e terra (Earth), mentre nell'album precedente erano stati trattati gli altri due, cioè fuoco e acqua.

## Tracce
CD 1: Air 
1. Broken Lungs - 4:14
2. The Sky is Falling - 4:21
3. A Song for Milly Michaelson - 5:07
4. Daedalus - 6:00
5. As the Crow Flies - 2:22
6. Silver Wings - 2:10

CD 2: Earth 
1. Moving Mountains - 2:55
2. Digging My Own Grave - 3:04
3. The Earth Isn't Humming (Frodus cover) - 4:58
4. The Lion and the Wolf - 2:42
5. Come All You Weary - 4:08
6. Child of Dust - 3:09

## Formazione
- Dustin Kensrue - voce, chitarra
- Teppei Teranishi - chitarra, cori, tastiere
- Eddie Breckenridge - basso, cori
- Riley Breckenridge - batteria, percussioni

## Classifiche
| Classifica (2008)           | Posizione raggiunta |
| --------------------------- | ------------------- |
| Billboard 200 (Stati Uniti) | 17                  |